# Jose Chirackal
Jose Chirackal (* 14. Juli 1960 in Karukutty, Kerala) ist ein indischer Geistlicher und römisch-katholischer Weihbischof in Tura.

## Leben
Nach dem Besuch des St. Paul’s Minor Seminary studierte Jose Chirackal Philosophie am Christ King College und Katholische Theologie am Oriens Theological College in Shillong. Am St. Anthony’s College erwarb er einen Bachelor of Arts. Chirackal empfing am 29. Dezember 1987 das Sakrament der Priesterweihe.
Nach der Priesterweihe war Jose Chirackal bis 1991 Pfarrvikar der St. Joseph’s Church in Selsella, bevor er für weiterführende Studien nach Rom entsandt wurde, wo er an der Päpstlichen Universität Urbaniana das Lizenziat und später das Doktorat im Fach Kanonisches Recht erwarb. Von 1995 bis 2004 war Chirackal Regens des St. Peter’s Minor Seminary in Tura. 2004 wurde er Diözesankanzler und Diözesanökonom sowie Offizial und Pressesprecher des Bistums Tura. Jose Chirackal war zudem von 2009 bis 2011 Pfarrer der Kathedrale Mary of Help of Christians in Tura. 2011 wurde er Regens des Oriens Theological College und Sekretär der Kommission für Berufungspastoral und Priesterausbildung in der Region Nordost. Von 2014 bis 2019 war Chirackal als Ehebandverteidiger am Kirchengericht des Bistums Tura und erneut als Diözesanökonom tätig. Im Juli 2019 wurde er schließlich Pfarrer der St. Luke’s Church in Walbakgre und Direktor des Pastoralzentrums. Im Oktober 2019 war er auf Einladung von missio Aachen anlässlich der Kampagne zum Weltmissionssonntag in verschiedenen Diözesen in Deutschland zu Gast.
Am 24. Februar 2020 ernannte ihn Papst Franziskus zum Titularbischof von Acufida und zum Weihbischof in Tura. Der Bischof von Tura, Andrew Marak, spendete ihm am 4. Juli desselben Jahres die Bischofsweihe; Mitkonsekratoren waren der emeritierte Bischof von Tura, George Mamalassery, und der Bischof von Bongaigaon, Thomas Pulloppillil, sowie der Bischof von Jowai, Victor Lyngdoh.